# 라디오 정보센터 뉴스
《라디오 정보센터 뉴스》는 KBS 제1라디오, KBS 제2FM, 지역총국 KBS 제2라디오에서 방송되는 헤드라인 뉴스 프로그램이다. 

## 진행자
- 오전 : 정안나 뉴스리포터
- 오후 : 편유희 뉴스리포터
- 뉴스9 수중계 후: KBS아나운서

## 방송 시간
- KBS 제1라디오 : 평일 아침 7시 20분 ~ 저녁 7시 프로그램 중간, 평일 밤 9시 28분, 주말 저녁 8시
- KBS 제2FM, 지역총국 KBS 제2라디오 : 평일 저녁 6시 30분